# クレヨンしんちゃん 爆睡!ユメミーワールド大突撃
『クレヨンしんちゃん 爆睡！ユメミーワールド大突撃』（クレヨンしんちゃん ばくすい ユメミーワールドだいとつげき）は、2016年4月16日に公開された『クレヨンしんちゃん』劇場映画24作目。

## 概要

### 作風
「年々CG技術などが進化していき表現技法も増えてきたが、これにより生まれた「キャラクターとの乖離（かいり）」が気になっていた」という監督の髙橋渉により、本作では描線のゆがみや背景美術を意図的に初期の作品へ引き戻す試みが行われている。そのため、前作『オラの引越し物語 サボテン大襲撃』（2015年）などの作品と比較した場合「お客さんにはなんだか適当な線に見えるかもしれません」と高橋はインタビューにて語っている。

### ストーリー案
本作は映画シリーズで初めて「夢」を舞台としている。夢を舞台に据えるというアイデアは、共同脚本を務めた劇団ひとりが「自分は昔から夢に興味があり、その不思議な魅力に迫りたい」という理由で提案したものである。
カスカベ防衛隊と野原一家の両方が活躍するストーリー構成となっており、前半はカスカベ防衛隊、中盤は野原一家、そして終盤はカスカベ防衛隊とみさえがメインの作品となっている。
また、ゲストヒロインがしんのすけ好みの大人の女性ではなく、歳が近い幼稚園の友達となっている。

### スタッフ
監督は前作『オラの引越し物語 サボテン大襲撃』（2015年）の監督を務めた橋本昌和から、第22作『ガチンコ!逆襲のロボとーちゃん』（2014年）の監督を務め、テレビシリーズの演出・絵コンテも務める高橋渉に再度バトンタッチ。
脚本は高橋とお笑い芸人としては初の劇団ひとりとの共同執筆で、劇団ひとりは「ファンも多い作品ですから、プレッシャーも大きかったですが、世界観を壊さないように、かといって今までと同じにならないよう、スタッフの方々と何度も打ち合わせを繰り返し、7、8カ月ほどかけて推敲を重ねました」と明かしている。また、監督が脚本を執筆するのは第16作『ちょー嵐を呼ぶ 金矛の勇者』（2008年）の本郷みつる以来、8年ぶりであり、高橋が『クレヨンしんちゃん』の脚本に関わるのはテレビシリーズを含め今作が初となる。
キャラクターデザインはテレビ・映画シリーズに作画監督・原画で携わってきた針金屋英郎が初登板し、単独で務めている。長年担当してきた原勝徳（第2作『ブリブリ王国の秘宝』（1994年）以降）と末吉裕一郎（『モーレツ!オトナ帝国の逆襲』（2001年）以降）の二人は、今作では作画監督と原画を担当している。また、原が担当していた総作画監督（作画監督としてクレジット）も今作から針金屋が担当することとなったため、キャラクターの作画も前作までとは異なっている。
また、SHIN-MEN（演出・絵コンテ、作画監督）やテレビシリーズ（2015年6月5日放送「春我部は今日も雨だったゾ」絵コンテ）、『ガチンコ!逆襲のロボとーちゃん』（2014年、原画）を担当した三原三千夫が2年ぶりに再登板し、今作ではコンセプトデザイン（ゲストキャラクターの原案やセットデザイン（美術設定）も含む）、演出・絵コンテ、原画を担当している。原画は300カット担当したと自身のTwitterで明かしており、今作では制作に大きくかかわっている。池端たかしも『逆襲のロボとーちゃん』以来2年ぶりに再登板し、今作では三原と共同で演出を担当している。

### 主題歌
主題歌は当初、ゲスの極み乙女が担当予定となっていたが、同バンドのボーカル・川谷絵音の不倫騒動が影響し、取り下げとなった。その後、2016年2月12日に候補に挙がっていたケツメイシが担当することが発表され、2月26日にテレビで放映された予告編にて、曲名が「友よ 〜 この先もずっと…」であることが判明した。

### ゲスト声優
2016年2月17日にはゲスト声優として俳優の安田顕、女優の吉瀬美智子、そして本人役としてお笑い芸人のとにかく明るい安村が起用されることが発表された。ゲスト声優にお笑い芸人が起用されるのは5年連続13作目である。この他、映画公開日まで出演することが明かされなかったシークレットゲスト枠として俳優の城咲仁と大和田獏が本人役で出演する。
とにかく明るい安村は当初、監督の指示では「裸のむさ苦しい男たちが走ってくる図」であった。しかし、コンテを担当した三原三千夫が「とにかく明るい安村が走ってくる図」に変更したところ、これに笑ってしまった監督は、そのままGOサインを出して起用が決定した。その他、大和田獏や城咲仁の本人役での登場もスタッフの希望で決定したという。

### テレビシリーズにおける関連作品
2016年1月22日放送分からは、オープニング前にひまわり以外の野原家の眠れないエピソードを描いた30秒ほどのショートストーリー「眠れないシリーズ」が開始された。公開前日の4月15日の放送分では、原作25巻に収録している「もらい泣きセールスマン」を基にしたストーリー、「父ちゃんが起きない!?だゾ」が前後編で放映された。
| 放送日  | タイトル                 | 脚本   | 絵コンテ     | 演出         | 作画監督   |
| ------- | ------------------------ | ------ | ------------ | ------------ | ---------- |
| 1月22日 | 眠れないオラだゾ         | -      | ムトウユージ | ムトウユージ | 木村陽子   |
| 1月29日 | 眠れない父ちゃんだゾ     | -      | ムトウユージ | ムトウユージ | 木村陽子   |
| 2月5日  | 眠れないシロだゾ         | -      | ムトウユージ | ムトウユージ | 木村陽子   |
| 2月12日 | 眠れない母ちゃんだゾ     | -      | 平井峰太郎   | 平井峰太郎   | 木村陽子   |
| 4月15日 | 父ちゃんが起きない!?だゾ | 黒住光 | 増井壮一     | ムトウユージ | 間々田益男 |

### 関連企画・その他
眠りと夢を見るの本作にあわせ、過去にしんのすけ達が眠りや夢で巻き起こすストーリーを集めたDVD「クレヨンしんちゃん きっとベスト☆熟睡!夢見るカスカベ」（2枚組）が2016年4月5日にバンダイビジュアルより発売された。「DISC1」は眠り、「DISC2」は夢でのエピソードが収録されている。
映画公開と同日に、双葉社アクションコミックスにてコミカライズ版（作画：高田ミレイ）が、双葉社ジュニア文庫にてノベライズ版がそれぞれ発売された。
テレビシリーズで見られるみさえからこぶしで叩かれる「げんこつ」シーンが劇場版でも登場した。ただし効果音は同じだが、テレビシリーズとはデザインが異なる。
本作以降の園長先生（高倉文太）役は納谷六朗に代わり、2代目の森田順平が演じている。テレビシリーズからはふたば幼稚園のばら組園児・チーター（河村やすお）が第4作『ヘンダーランドの大冒険』（1996年）以来20年ぶりに台詞つきで登場している。
ひろし役の藤原啓治は本作公開から約4ヶ月後の2016年8月8日に病気療養による休業を発表し、ひろし役を森川智之に交代後、2020年4月12日に逝去したため、映画シリーズとしては本作が最後の出演作となった。このため、野原家の初代キャスト（しんのすけ：矢島晶子、みさえ：ならはしみき、ひろし：藤原啓治、ひまわり：こおろぎさとみ、シロ：真柴摩利）が揃って共演した最後の映画作品でもある。
本作のプロモーションの一環として、古今東西のロボットアニメが集合する『スーパーロボット大戦X-Ω』に2016年4月の期間限定でしんのすけとカンタム・ロボが登場した。ストーリーはしんのすけの夢の中での出来事として、しんのすけが乗るカンタムロボがユニットとして登場した。

### 興行収入
全国334スクリーンで上映され、2016年4月16日、17日の初日2日間で動員33万7108人、興収4億51万9100円をあげ、初登場2位となった。平成28年熊本地震の影響で11スクリーンが休館となったが、これは歴代最高興行収入を記録した『オラの引越し物語 サボテン大襲撃（2015年）』を越してシリーズ過去最高の初動となった。
最終興行収入は21.1億円で、前作に続き4作目となる興行収入20億円超えとなった。

### テレビ放送
次作『襲来!!宇宙人シリリ』の公開を記念するかたちで、2017年4月7日放送分の『ドラえもん・クレヨンしんちゃん 春だ!映画だ!3時間アニメ祭り』の第2部（19:44 - 21:48）にて、本編ノーカットで地上波初放送された（第1部は『ドラえもん』通常放送）。
エンディングのクレジットで「紛剃」が「粉剃」になっていた。

## あらすじ
ある日、巨大な魚に呑み込まれる夢を見たのをきっかけに野原一家を始めとする春日部市民たちは夢の中で巨大魚の体内にある不思議な世界「ユメミーワールド」に迷い込む。その世界ではやりたい事が自由にできるということで二度目の時、市民たちは自分の夢に浸っていくが、その中で大人たちのは小さく不完全な夢で謎の生き物によって奪われて魚の体内に放り出されてしまう。魚の体外は地獄のような世界で次々と現れる恐ろしい出来事=悪夢にうなされた大人たちは次第に元気を無くし、日が経つにつれて子供までもが夢を奪われて悪夢ばかり見るようになってしまう。
それに気づいた野原しんのすけ達カスカベ防衛隊は原因を探るため、悪夢のせいで元気を無くした佐藤マサオの代役として春日部に引っ越してきた少女・貫庭玉サキを仲間に加えて夢の中に入るも、風間トオルが彼女が春日部に来てから事件が起きた事と夢の中で見かけないことで彼女を疑い、後に原因がサキの父親・貫庭玉夢彦であることを突き止める。夢彦は悪夢しか見られない貫庭玉サキのために人々の夢を操っては楽しい夢を奪い取り、そのパワーで貫庭玉サキの悪夢を中和していた。
風間トオル、桜田ネネ、ボーちゃんも悪夢を見るようになり、サキとわだかまりが生まれる中、真相を知ったしんのすけはサキの幸せのためにサキの悪夢を獏に食べさせるという作戦を考え、仲間達を救う為、野原一家は揃って夢の中へ入っていく。

## 登場人物

### TVシリーズからのキャラクター
野原しんのすけ
主人公。意中の相手・大原ななことデートを楽しむ夢を見ていたが、ユメミーワールドで夢を見るようになってからは美女だらけの水泳大会の夢を見て誰よりもユメミーワールドを楽しんでいた。中盤で悪夢の世界に放り込まれそうになったところを巨大化したひまわりに偶然助けられたことで一人難を逃れ、孤立したサキに手を差し伸べた。
野原みさえ
野原兄妹の母。城咲仁に迫られる夢を見ていたが、悪夢の世界では横暴な態度の城咲に「オバハン」呼ばわりされた挙げ句、多額の飲み代を請求され、へそくりを取られてしまう。終盤ではサキを助けるために魔法少女の恰好して潜入する。
野原ひろし
野原兄妹の父。スーパーCEOマンひろしに変身し、部下である川口の窮地を救う夢を見ていたが、悪夢の世界では川口から解雇を命じられ、更には川口に家族を奪われる悪夢にうなされてしまう。終盤ではサキを救うためにひろし仮面になり、みさえと共に潜入する。
野原ひまわり
しんのすけの妹。両親よりも巨大化する夢を見ており、悪夢の世界に放り込まれそうになった兄のしんのすけを助ける等、巨体を活かした活躍をする。しかし、完全裸体の安村の集団に押し出された恐怖で元に戻ってしまう。
シロ
野原家の飼い犬。頭身の高い犬に変身し、草原を走る夢を見ていた。
かすかべ防衛隊
しんのすけの友人達。悪夢で再起不能になったマサオの代役としてサキを臨時メンバーに加える。ユメミーワールドの真実を知った際、サキとわだかまりが生まれるも和解し、彼女を救うために悪夢に立ち向かう。
風間トオル（かざま トオル）
政治家になる夢（途中で大好きなもえPの夢を見ようとした）を見ていたが、今までの事件はサキが元凶でないかと疑い、結果的にわだかまりを作ってしまう。悪夢の世界では「選挙に出られるのは25歳になってから」と母にひどく怒られてしまう。
桜田ネネ（さくらだ ネネ）
サキの気の強さを気に入り、嫌いにならないと約束し、友達になった。多くのファンを獲得する人気アイドルになる夢を見ていたが、サキがネネ達を守ろうとしてついた嘘を信じたことで一度絶交してしまう。悪夢の世界ではマサオと一緒に写った写真がスキャンダル写真となり、ファンたちから激しく問いつめられてしまうもしんのすけとサキに助けられ、和解し、終盤ではカニに変身し、サキを救った。
佐藤マサオ（さとう マサオ）
人気漫画家になる夢を見ていたが、防衛隊メンバーの中で最初に悪夢の世界へ飛ばされてしまい、鬼編集者に苦しめられていた。
ボーちゃん
石を集めるのが趣味であり、石に変身する夢を見ていた。悪夢の世界では犬に小便をかけられていた。本作では大和田獏のファンであり、悪夢の世界で遭遇した際はサインを求めていた。

### 本作のキャラクター

#### 貫庭玉家
貫庭玉サキ（ぬばたま サキ）
春日部に引っ越してきた少女。冷淡で、誰に対しても高圧的かつ横柄な態度を取り、チーターこと河村達と喧嘩する程に勇気もあるが、本質は優しい子供である。過去に友達を傷つけてしまったことがあったため、誰かを傷つけるのが嫌な故に冷淡に振る舞っていたが結果的にはしんのすけ達に助けられている。母の死後は父子家庭となっており、父である夢彦と二人暮らしであるが、母であるサユリからもらった獏のぬいぐるみを大事に持っている。
後に父親の発明によって一時は悪夢を見ずに済んだものの、ユメルギーが無くなる度に新しいユメルギーを求めてあっちこっちを転々とするようになる。
ふたば幼稚園に転入してきた当初はしんのすけ達に冷たい態度を取っていたが自分を仲間と思ってくれるカスカベ防衛隊に動揺し、今回のことがバレた際、悪夢の世界に追放された4人とわだかまりができてしまう（しんのすけは偶然ひまわりの口に入ったおかげで追放されずに済んだ）。それでも諦めずに友達として自身を元気付けようとするしんのすけの姿を目の当たりにしたことで徐々に心を開くと同時に信頼するようになり（しんのすけを「しんちゃん」と呼ぶようになった）、終盤では悪夢に立ち向かうことを決意。しんのすけと共に獏を探すために積極的に行動し、ネネ達と和解した。他にも父親に本音をぶつける、しんのすけの言葉で笑顔を見せる、仲間達とずっこける、しんのすけの両親の変な格好や夢で変身したネネの姿を見てコミカルな形で動揺するなどの性格にも変化が見られるようにもなる。その後は機械の故障で悪夢に取り憑かれて目が覚めなくなるが、最終的にはしんのすけ達の活躍とみさえの説得、幻影として現れた母親の激励によって悪夢を受け入れたことで無事に悪夢から解放され、海外に夢彦と一緒に引っ越した。
EDでは、しんのすけ達と夢の世界を一緒に楽しんでいるほか、現地で友達ができたりと明るさを取り戻していた。
貫庭玉夢彦（ぬばたま ゆめひこ）
サキの父で、夢の研究者。赤と青の2色の髪の毛にシルクハットを被っている。 悪夢しか見られなくなったサキのために他人の夢を操作して、人々の夢エネルギーを奪うことで悪夢からサキを守り続けていた。高圧的な態度でしんのすけ達やみさえ、ひろしの説得の言葉に対しても耳を貸さずに自身の行動を肯定し続けていたが、最終的にはしんのすけ達との出会いを通じて変わっていったサキを目の当たりにしたことで己の行動を反省するようになる。
その後、サキを救おうとするしんのすけ達に協力し、彼らに全てを託す。騒乱後はサキを連れて外国へと引っ越し、大学で夢に困っている人達を助ける仕事に励む。
EDでは夢の中でカスカベ防衛隊と遊んでいるサキを温かく見守る姿を見せた。
しんのすけのことは「ドングリ坊主」と呼ぶ。
貫庭玉サユリ（ぬばたま サユリ）
サキの母で、夢彦と同じく夢の研究者。物語開始時点では既に故人。サキに良く似た髪型とメガネが特徴。
厳しくも優しくサキを大事に想っていた。サキが春日部に来る以前に研究中に起きた爆発事故でサキを守ったが、代わりに命を落としてしまう。終盤ではみさえが彼女になりきってサキの前に幻影として現れ、自分が彼女を苦しめてしまったと謝り、激励した。
貫庭玉サユリの悪夢（霊） / サキの悪夢（霊）
自分のせいで母親を亡くした事を後悔したサキのトラウマから生まれたサユリの悪霊。その姿は老婆のように顔の頬が萎れており、白髪の髪で攻撃してくるが、また攻撃を受けても再生することも出来る。終盤にて姿を現し、サキを飲み込むが、救出に来たしんのすけ達かすかべ防衛隊によって阻まれ、獏に変身したしんのすけとの戦いの末に小惑星として落下したボーちゃんによって体を破壊されてしまう。
その後、幼い頃のサキの姿になってサキを責め立てるが、最終的にはみさえの説得と幻影であるサユリの激励を受けたサキが悪夢を受け入れたことで現れなくなり、本人曰く「消えてないがこれからもやっていける」と話した。

#### 夢の中の人物
山田
マサオの「漫画家」の夢の中に登場したアクション出版の女性社員。夢の世界ではマサオのつまらない漫画を褒め称えるなどの良き編集者となっているが、悪夢の世界では原稿の執筆を迫る鬼編集者と化しており、常に鞭を振り回したり、状況によっては鞭を剣に変えて戦う。
悪夢の世界に来たマサオに鬼編集者として現れ、厳しい執筆を迫ることで彼を苦しめた。その後、しんのすけ達が悪夢と対峙した際に再び現れ、マサオに再び同じことをするが、描いていたある四コマ漫画のことわざを見て勇気が湧いたマサオに抵抗される。その後はマサオが生み出した武器に対して同じ武器で迎え撃ち、彼と激闘を繰り広げるが、最終的には小惑星として落下したボーちゃんの衝撃に巻き込まれて吹き飛ばされ、消滅した。
モデルは双葉社の女性社員。
次作『襲来!!宇宙人シリリ』では夢の世界の人物ではなく本物が登場し、野原一家が新幹線で乗り合わせた乗客として登場している。
紛剃（ふんぞり）
ひろしの夢の中に登場する会社社長。いつもふんぞっている。アバンタイトルのみの登場。
何かしらの不祥事を起こした川口に「誠意が足りない」という理由で下着まで脱ぐように要求して謝罪させようとするが、助太刀に現れたスーパーCEOマンひろしによって阻止され、「銀座のホステスの名刺手裏剣」で身包みを裂かれ成敗される。その後、ひろしの仲介によって川口と和解した。
とにかく明るい安村
数多くの悪夢の中の一つ。本来のネタとは異なって「安心して下さい、穿いてませんよ」と言っている。また、登場の際はネタに使用しているオリジナルのBGMが使われている。また、悪夢であるためにいくつも増殖することが出来る。
悪夢の世界にやって来たしんのすけ達を追いかけ、一度は巨大化したひまわりを奈落の底に落としたが、直後にひまわりが根性で這い上がってきたために失敗に終わる。終盤ではしんのすけを妨害するために四体もの姿で現れ、ネタの披露でしんのすけを苦しめたが、最終的には駆け付けたみさえによって一人残らずに倒された。
城咲仁
みさえの夢の中に登場したイケメンホスト。夢の世界ではみさえにしつこく迫っていたが、悪夢では態度が急変しており、みさえに飲み代の請求書を突き付けて多額のお金を取ろうと追いかけた上で彼女のへそくりを取り立てていた。
獏を探していたしんのすけ達の前に現れ、獏の居場所を教えたが、この際に自己紹介をしようとしたところを軽くあしらわれてしまう。
大和田獏
カスカベ防衛隊が出会った中年男性。妻を探しながら悪夢の世界を放浪していた。ボーちゃんが大ファンであるが故に彼からサインを求められたり、お互いに会話を交わしていた。
空想上の生き物である獏繋がりでしんのすけ達からサキの悪夢を食べるように頼まれ、渋々それに応じて食べようとした。当然獏ではないために食べる事は出来ず、直後に悪夢によって遠くまで投げ飛ばされてしまう。

## 用語
ユメミーワールド
貫庭玉夢彦が開発した、見たい夢を自由自在に見る事が出来る世界。夢魚の内部に存在する。ユメミーワールドに吸い込まれた人の足元には球状の「夢玉」が出現し、見たい夢をイメージする事で思い通りの世界が展開される。ただし大人などの「ピュアな心」が足りない者はユメルギーが不足している為、夢がかなり小さくなる。
集団悪夢シンドローム
特定の町の全ての住民が一斉に悪夢を見る怪現象。劇中では越谷市と春日部市で発生。連日のように悪夢を見る事により疲労感を覚えたりパニックになる人が続出し、学級閉鎖や臨時休業などの二次被害も発生した。
悪夢の世界
ユメミーワールドの外側に存在する荒廃的な世界。建造物は全てハリボテであり、船や飛行機やヘリコプター等の残骸も存在する。ユメルギーを吸われた人はこの世界に送られ、恐ろしい悪夢を見てしまう。「集団悪夢シンドローム」の原因。
夢魚
貫庭玉夢彦によって作り出された、夢の中に存在する謎の魚。背中がドーム状になっており、そのドームの内部にはユメミーワールドが存在する。他人の夢の中に入り込んでユメミーワールドに吸い込んだり、ユメルギーを吸いつくした大人を悪夢の世界に強制排出する事が出来る。
ユメルギー
夢のエネルギー。子供やピュアな心を持つ者のエネルギーは大きいが、そうでない者のユメルギーは小さい。夢彦は悪夢に苦しむサキのために、他人のユメルギーを吸ってサキの悪夢を抑圧する機械を開発した。

## キャスト
- 野原しんのすけ - 矢島晶子
- 野原みさえ - ならはしみき
- 野原ひろし - 藤原啓治
- 野原ひまわり - こおろぎさとみ
- 風間くん、シロ - 真柴摩利
- ネネちゃん - 林玉緒
- マサオくん - 一龍斎貞友
- ボーちゃん - 佐藤智恵
- 貫庭玉サキ - 川田妙子
- 園長先生 - 森田順平[注 7]
- よしなが先生 - 七緒はるひ
- まつざか先生 - 富沢美智恵
- 風間くんのママ[注 8] - 玉川砂記子
- ななこ[注 9] - 伊藤静
- 川口[注 10] - 中村大樹
- ヨシリン - 阪口大助
- ミッチー - 大本眞基子
- チーター - 大塚智子
- ひとし - 永澤菜教
- てるのぶ - 瀧本富士子
- 大和田獏 - 大和田獏（特別出演・本人役）
- 山田 - ゆきのさつき
- 紛剃社長 - 黒田崇矢
- 作業員 - 後藤光祐
- ヲタ - 小川一樹、矢嶋友和
- 老人 - 中村精道
- 園児 - 福井美樹、佐藤奏美、後藤友香里
- 城咲仁 - 城咲仁（本人役）
- 安村昇剛（アームストロング） - とにかく明るい安村（本人役）
- 貫庭玉サユリ - 吉瀬美智子[6]
- 貫庭玉夢彦 - 安田顕[6]

## スタッフ
- 原作 - 臼井儀人（らくだ社）
- 脚本 - 劇団ひとり、髙橋渉
- 監督 - 高橋渉
- 絵コンテ - 高橋渉、三原三千夫
- 演出 - 三原三千夫、池端たかし
- 作画監督 - 針金屋英郎 / 原勝徳、大森孝敏、末吉裕一郎
- コンセプトデザイン - 三原三千夫
- キャラクターデザイン - 針金屋英郎
- 美術監督 - 三原伸明、西村隆
- 色彩設計 - 今泉ひろみ
- 撮影監督 - 梅田俊之
- ねんどアニメ - 石田卓也
- 音楽 - 荒川敏行、宮崎慎二
- 音響監督 - 大熊昭
- 編集 - 村井秀明
- ポストプロダクション- 東京現像所
- プロデューサー - 吉田有希、松久智治、八木征志、鶴崎りか、鈴木健介
- 動画検査 - 小原健二
- 色彩設計補佐 - 松谷早苗、戸部弥生
- CGI - つつみのりゆき
- 特殊効果 - 佐藤香織（アニメフィルム）
- 音響効果 - Fizz Sound Creation 松田昭彦
- 制作進行 - 大庭千鶴、近藤慶一、北野巧、松瀬誠之、山圭祐
- 制作デスク - 伊藤貴徳
- 制作 - シンエイ動画、テレビ朝日、ADK、双葉社
- 配給 - 東宝

## 音楽
- オープニングテーマ「キミに100パーセント」（ワーナーミュージック・ジャパン/unBORDE）
  - 作詞・作曲・編曲 - 中田ヤスタカ / 歌 - きゃりーぱみゅぱみゅ
- エンディングテーマ「友よ 〜 この先もずっと…」（avex trax）
  - 作詞・歌 - ケツメイシ / 作曲・編曲 - ケツメイシ、田尻知之、本澤尚之
- 挿入曲 - とにかく明るい安村 全裸に見えるポーズソング
  - 作曲 - 藤井りょうはん
- 挿入歌 - 「グッド・ナイト・ベイビー」（1968年）
  - 作詞 - ひろまなみ / 作曲・編曲 - むつひろし / 歌 - 桜田ネネ（林玉緒）

## 映像ソフト化
2016年11月4日にバンダイビジュアルからBDとDVDでリリース。